# Environnement en Bosnie-Herzégovine
L'environnement en Bosnie-Herzégovine est l'environnement (ensemble des éléments - biotiques ou abiotiques - qui entourent un individu ou une espèce et dont certains contribuent directement à subvenir à ses besoins) du pays Bosnie-Herzégovine.

## La biodiversité en Bosnie-Herzégovine

### Milieux, faune et flore

#### Milieux

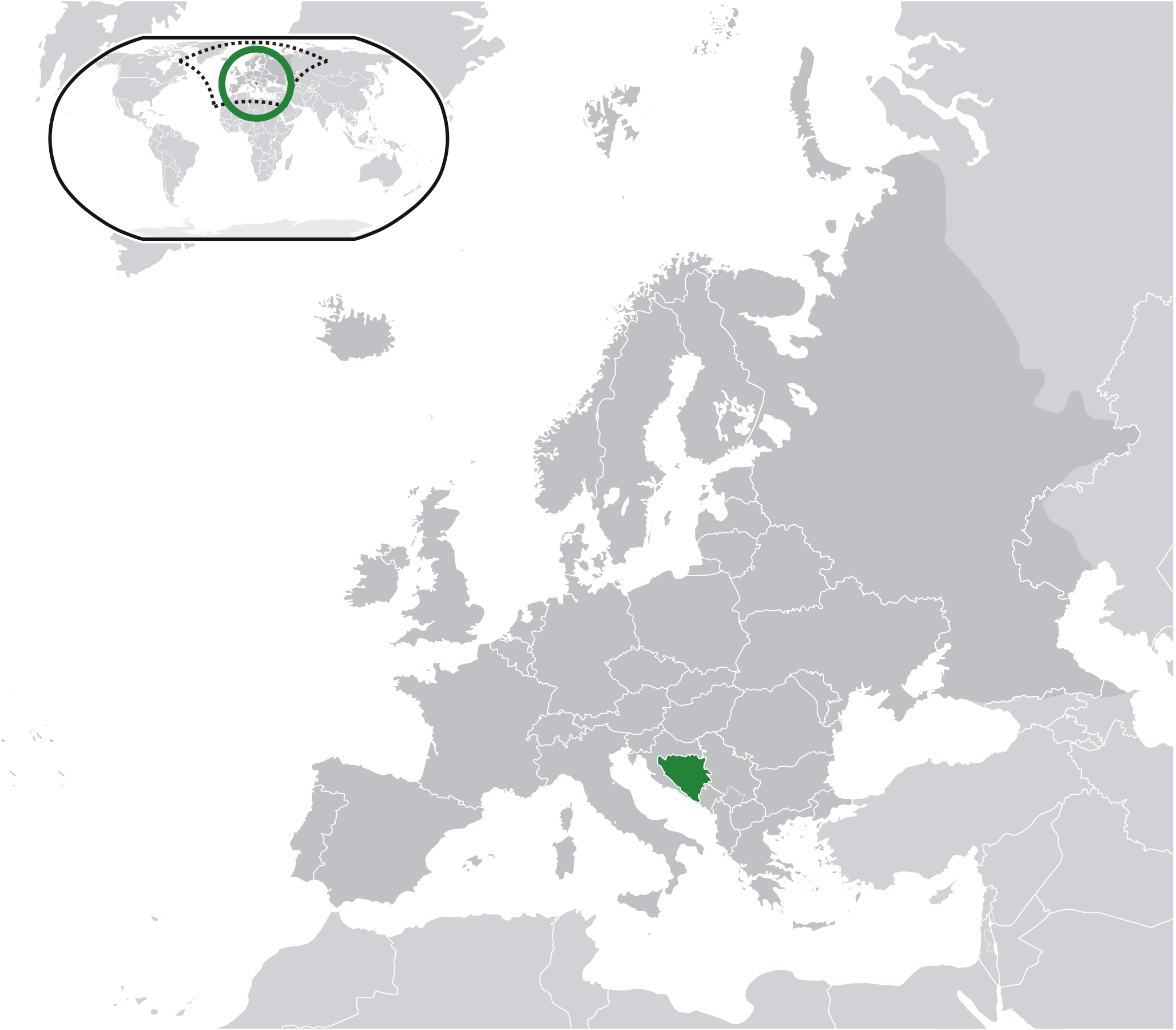
La Bosnie-Herzégovine en Europe

La Bosnie-Herzégovine fait partie de la région des Balkans, au sud-est de l'Europe. Le pays est presque entièrement enclavé, seuls 20 km de côtes autour de la ville de Neum offrent une petite façade littorale sur la mer Adriatique.
Le pays est très montagneux, étant traversé par les Alpes dinariques. Le plus haut sommet est le Čvrsnica (2 228 m).
Près de la moitié du pays est recouverte de forêts, en particulier autour de la rivière Drina à l'est du pays. Le nord de la Bosnie le long de la rivière Save est très fertile et en conséquence largement cultivé. Il fait partie de la plaine de Pannonie, qui s'étend également en Croatie et Serbie. Au sud de la Bosnie-Herzégovine, le climat méditerranéen favorise également une importante activité agricole.

#### Faune et flore
En 1880, Victor Tissot écrit dans Voyage au pays des Tziganes (la Hongrie inconnue) : « On tue environ chaque année en Bosnie, d'après une statistique officielle, 150 ours, 1,200 loups, 200 lynx, 600 blaireaux, 8,000 renards, 300 belettes, 10,000 lièvres, 3,000 chats sauvages et autant de martres dont les peaux sont envoyées à Seraïewo, pour être transportées de là soit à Trieste, soit à Leipzig. ».

### Zones protégées
Selon la Loi sur la protection de la nature (Zakon o zaštiti prirode) promulguée en 1965, les aires protégées de Bosnie-Herzégovine sont réparties en 9 catégories : les réserves naturelles intégrales (5), les réserves naturelles gérées (3), les parcs nationaux (4), les réserves spéciales, les réserves de paysages naturels (16), les espèces de plantes, les espèces animales, les monuments naturels et les monuments commémoratifs. En 2003, la catégorie des monuments naturels commémoratifs a disparu et, en 2008, celle des parcs naturels a été créée.
Sur le plan international, la World Database on Protected Areas (WDPA) répertorie 44 espaces protégés. Le pays compte également trois sites Ramsar pour la conservation des zones humides et 4 zones importantes pour la conservation des oiseaux (en abrégé ZICO ; en anglais : IBA, pour « Important Bird Area »).

## Impacts sur les milieux naturels

### Pollutions

#### Les émissions de gaz à effet de serre (GES)
En 2012, les émissions de gaz à effet de serre (GES) étaient de ... MTCO2, soit ... % des émissions mondiales.

#### La gestion des déchets
Des sites de dépôt sauvages qui se trouvent le long de la rivière Dina sont charriés dans le cours d'eau pendant les saisons où il pleut, entrainant la disparition de celui-ci sur plusieurs centaines de mètres, sous un tapis de déchets. En l'absence d'infrastructures de recyclage qui fonctionnent, ces déchets, une fois collectés, sont simplement incinérés au centre de traitement des ordures de la municipalité et les habitants respirent les gaz rejetés lors du processus d'incinération. Deux barrières ont été installées dans la rivière pour empêcher les détritus de ralentir le fonctionnement du barrage hydraulique local. Chaque année, on collecte entre 6 000 et 8 000 m3 de déchets sur place. Cette situation durerait depuis 25 ans.
D'après des estimations, en 2021, seuls 60 à 70 % du territoire disposent d'infrastructures pour permettre une gestion responsable de ces détritus plastiques.

## L'exposition aux risques
La Bosnie-Herzégovineest exposée à de multiples aléas naturels : - à actualiser : séismes, tempêtes, incendies, glissements de terrain, sécheresses et canicules...